# Stefan Buruiana
Pas d'image ? Cliquez ici

a Compétitions nationales et continentales officielles uniquement.

b Matchs officiels uniquement.
Dernière mise à jour le 1 juillet 2025.
Stefan Buruiana, né le 3 mars 2003 à Constanța (Roumanie), est un joueur international roumain de rugby à XV jouant au poste de talonneur au Castres olympique.

## Biographie

### Jeunesse et formation
Stefan Buruiana naît à Constanța, en Roumanie, puis arrive en France à l'âge de deux ans, à cause de son père venu y jouer au rugby à XV. Il s'installe à Gourdon, dans le Lot où il commence la pratique du rugby à XV, à cinq ans. Dix ans plus tard, âgé de quatorze ans, il est recruté par le Castres olympique et y fait toute sa formation.
Il est le capitaine de l'équipe de Roumanie des moins de 18 ans lors du Championnat d'Europe des moins de 18 ans à Kaliningrad en 2021,,.

### Carrière professionnelle
Au cours de la saison 2023-2024, il profite des absences de Gaëtan Barlot et Pierre Colonna pour faire ses débuts professionnels avec le Castres olympique. Il entre en jeu à deux minutes de la fin d'un match de Championnat de France contre l'Union Bordeaux Bègles. Quelque temps après, il obtient sa première sélection avec la Roumanie lors du Championnat d'Europe contre l'Espagne et réalise une bonne première, jouant 54 minutes. Il était alors suivi par David Gérard, le sélectionneur roumain, depuis 2023.
En fin de saison 2023-2024, il est titulaire durant la finale du Championnat de France espoirs perdue contre le Stade toulousain,.
En manque de temps de jeu à Castres, il est prêté à l'USON Nevers en Pro D2 pour jouer la seconde partie de saison 2024-2025,. Il joue son premier match avec cette équipe en entrant en jeu dans une victoire contre le CA Brive alors que son équipe joue le maintien.